# Курка банківська
Курка банківська (Gallus gallus) — тропічний представник родини фазанових, що часто вважається предком домашньої курки.

## Зовнішній вигляд
Банківський півень — невеликий птах. Довжина самця 66 см, вага 900–1250г; вага самки — 500–750 г. Забарвлення самця червонувато-золотисте на спинній стороні, чорнувато-буре — на черевній. Пір'я на голові, шиї, потилиці і на верхній стороні хвоста — золотисто-жовте. Спина пурпурно-бура, груди і рульове пір'я чорно-зелені, крила бурі. Гребінець на голові червоний, дзьоб бурий. Ноги аспідно-чорні. Самка менше самця, має коротший хвіст і відрізняється менш яскравою, бурою, забарвленням: шийне пір'я її чорне з жовтими краями, нижня сторона тіла брудно-бура з світлішими плямами на стрижнях пір'я, спина буро-сіра.

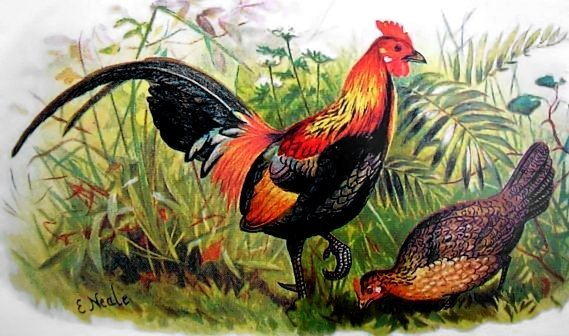
Ілюстрація
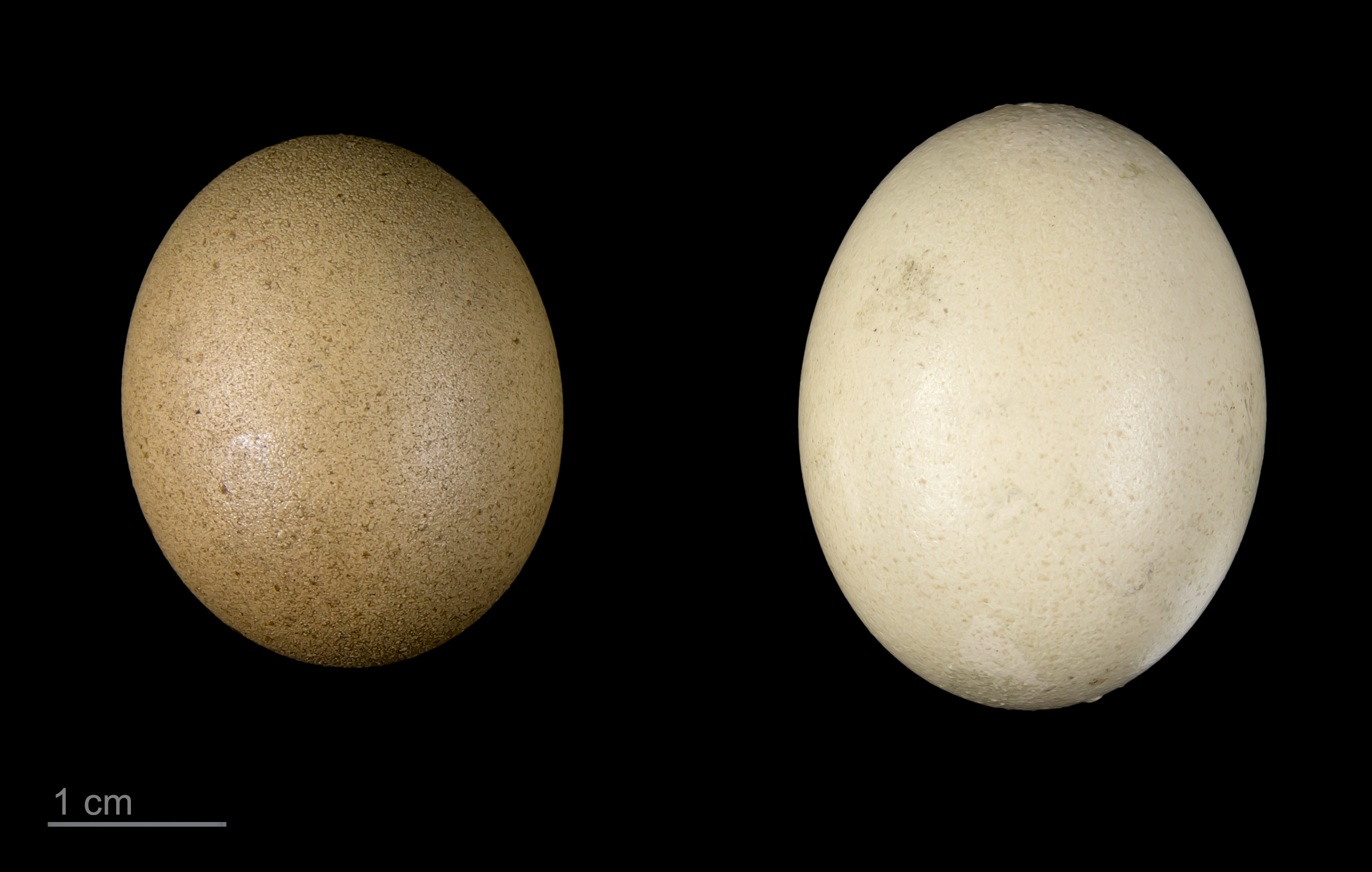
яйце Gallus gallus — Тулузький музей

## Розповсюдження
Водиться в Південній і Південно-Східній Азії, включаючи південь і схід Індостану, південно-східний Китай (Юньнань, Гуансі, острів Хайнань), Індокитай, острови Малайського архіпелагу. Ймовірно, був завезений людиною на Філіппінські острови, Нову Гвінею, острови Товариства, Полінезію, Фіджі, Нові Гебриди та інші, де пізніше знов здичавів. Три споріднені види диких курей (G. lafayettii, G. sonneratii, G. varius) населяють захід і південь Індії, Шрі-Ланку, Яву і деякі дрібні острови поблизу Яви.

## Спосіб життя
Живе в лісах, бамбукових і чагарникових хащах, переважно в горах і рідше на рівнинах. Спосіб життя цього птаха довгий час був мало відомим. Ночує і відпочиває на деревах. Харчується зернами, насінням, плодами і дрібними безхребетними. Гнізда облаштовує на землі.

## Людина і банківський півень
Передбачається, як це запропонував ще Ч. Дарвін, що цей вид є родоначальником домашніх курей. Можливо, проте, що домашні кури походять від схрещування банківських з сірими курками. Дикі банківські кури легко приручаються. Їх одомашнення ймовірно вперше відбулося в Китаї і Південно-Східній Азії близько 6000 року до н. е., у Індії — близько 3000 року до н. е. Звідси домашні кури, можливо, через Іран і Близький Схід поширилися до Європи.
За відомостями А. Нумерова, банківські або домашні кури відображені на монетах 16 країн і є абсолютними лідерами серед окремих видів птахів, що зображаються на монетах.